# Monaeses nigritus
Monaeses nigritus là một loài nhện trong họ Thomisidae.
Loài này thuộc chi Monaeses. Monaeses nigritus được Eugène Simon miêu tả năm 1909.